# Maharan Radi
Maharan Radi (árabe: مهران راضي, hebreo: מהראן ראדי; nació el 1 de julio de 1982) es un futbolista árabe israelí que juega decentrocampista en el Hapoel Be'er Sheva de la Liga Premier de Israel. Ha sido jugador internacional en la selección de fútbol de Israel 10 veces desde el 2012.
Además de haber sido nombrado dos veces como el mejor asistente de la Liga Premier de Israel en las temporadas 2011-2012 y 2012-2013, ha conquistado la Liga Premier de Israel 6 años consecutivos.

## Historia
Nació en una aldea árabe llamada Sulam, en las cercanías de la ciudad Afula, el 1 de julio de 1982.
Comenzó su carrera como futbolista en las categorías inferiores del Maccabi Tel Aviv. Pasó a jugar en divisiones menores, donde consiguió su primer título, la Copa Toto de la tercera división con su tercer equipo, el Hapoel Ashkelon. En el 2006 ascendió con el Maccabi Herzliya a la Liga Premier de Israel, jugando por primera vez en la máxima categoría del fútbol israelí, con el cual conquistó la Copa Toto de la primera división.
En la temporada 2011-2012 jugando para el Bnei Sakhnin F.C. se consagró como el mejor asistidor de la Liga, lo cual hizo que se ganará un puesto en la selección de fútbol de Israel, y que fichará por el Maccabi Tel Aviv, en el cual fue el mejor asistidor de la Liga en la temporada 2012-2013, donde consiguió tres títulos de liga consecutivos, y un triplete en la temporada 2014-2015, obteniendo Liga, Copa y Copa Toto. En su paso por dicho club recibió insultos racistas de aficionados del mismo. Al final de esa temporada no se le renovó el contrato.
En la temporada 2014-2015 fichó por el Hapoel Be'er Sheva, en el cual ha conseguido tres títulos consecutivos de liga, siendo en total, 6 títulos consecutivos desde 2013 hasta 2018, dos Supercopas de Israel y una Copa Toto.

## Selección nacional
Ha sido internacional con la Selección de fútbol de Israel; donde hasta ahora, ha jugado 10 partidos internacionales y ha anotado 1 gol por dicho seleccionado.

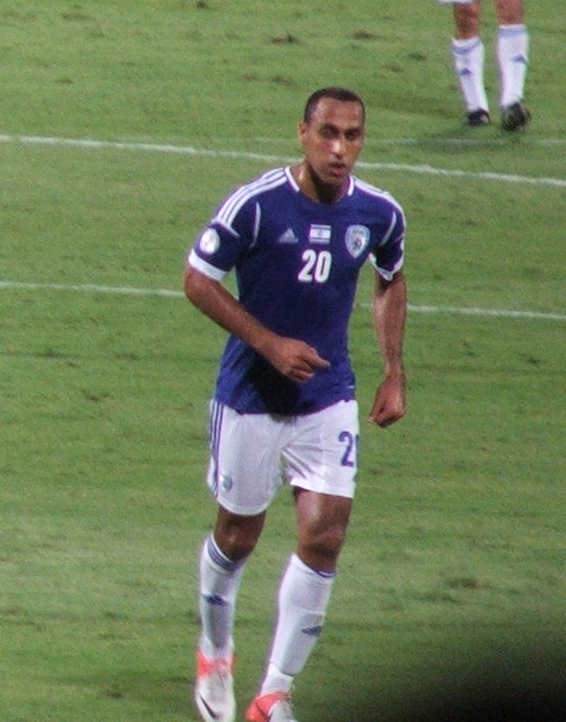
Radi en la selección de fútbol de Israel

### Goles internacionales
| N.º | Fecha                 | Sede                             | Rival      | Gol | Resultado | Competición                                          |
| --- | --------------------- | -------------------------------- | ---------- | --- | --------- | ---------------------------------------------------- |
| 1.  | 12 de octubre de 2012 | Estadio Josy Barthel, Luxemburgo | Luxemburgo | 1–0 | 6-0       | Clasificación para la Copa Mundial de Fútbol de 2014 |

## Clubes
| Club                        | País   | Año           |
| --------------------------- | ------ | ------------- |
| Ihud Bnei Majd al-Krum F.C. | Israel |               |
| Maccabi Kafr Kanna F.C.     | Israel |               |
| Hapoel Ashkelon             | Israel | 2004-2006     |
| Maccabi Herzliya            | Israel | 2006-2008     |
| Bnei Yehuda Tel Aviv        | Israel | 2008-2010     |
| Hapoel Acre                 | Israel | 2010-2011     |
| Bnei Sakhnin F.C.           | Israel | 2011-2012     |
| Maccabi Tel Aviv            | Israel | 2012-2015     |
| Hapoel Be'er Sheva          | Israel | 2015-presente |

## Palmarés

### Campeonatos nacionales
| Título                           | Club               | País   | Año       |
| -------------------------------- | ------------------ | ------ | --------- |
| Copa Toto de la tercera división | Hapoel Ashkelon    | Israel | 2004-2005 |
| Copa Toto                        | Maccabi Herzliya   | Israel | 2006-2007 |
| Liga Premier de Israel           | Maccabi Tel Aviv   | Israel | 2012-2013 |
| Liga Premier de Israel           | Maccabi Tel Aviv   | Israel | 2013-2014 |
| Liga Premier de Israel           | Maccabi Tel Aviv   | Israel | 2014-2015 |
| Copa de Israel                   | Maccabi Tel Aviv   | Israel | 2014-2015 |
| Copa Toto                        | Maccabi Tel Aviv   | Israel | 2014-2015 |
| Liga Premier de Israel           | Hapoel Be'er Sheva | Israel | 2015-2016 |
| Supercopa de Israel              | Hapoel Be'er Sheva | Israel | 2016-2017 |
| Copa Toto                        | Hapoel Be'er Sheva | Israel | 2016-2017 |
| Liga Premier de Israel           | Hapoel Be'er Sheva | Israel | 2016-2017 |
| Supercopa de Israel              | Hapoel Be'er Sheva | Israel | 2017-2018 |
| Liga Premier de Israel           | Hapoel Be'er Sheva | Israel | 2017-2018 |

### Distinciones individuales
| Distinción                                   | Año       |
| -------------------------------------------- | --------- |
| Mejor asistidor de la Liga Premier de Israel | 2011-2012 |
| Mejor asistidor de la Liga Premier de Israel | 2012-2013 |